# Christian Gottlob von Moser
Christian Gottlob Moser, ab 1869 von Moser, (* 26. Februar 1799 in Stuttgart; † 8. Dezember 1886 ebenda) war ein deutscher evangelischer Theologe.

## Beruf
Nach dem Studium der Evangelischen Theologie in Tübingen von 1818 bis 1821 begann Gottlob Moser seine berufliche Laufbahn 1822 als Repetent. 1824 wurde er Helfer in Leonberg, 1829 Pfarrer in Höfingen und 1834 Dekan in Brackenheim. Es folgte 1839 die Arbeit als Dekan in Tuttlingen und 1842 in Kirchheim unter Teck.  
1848 wurde er schließlich Prälat und Generalsuperintendent in Tübingen. Ab 1851 war er außerordentliches Mitglied des evangelischen Konsistoriums. Am 1. Juni 1869 trat er in den Ruhestand.

## Politik
Die Generalsuperintendenten der evangelischen Landeskirche waren Kraft Amtes privilegierte Mitglieder der Zweiten Kammer des württembergischen Landtags. Gottlob Moser trat nach seiner Ernennung in Tübingen deshalb auch 1848 in den Landtag ein. Er übte das Amt bis 1869 aus.

## Übersetzung
1828 erschien in der Reihe Griechische Prosaiker in neuen Uebersetzungen Mosers Übersetzung der Mythologischen Bibliothek des Apollodor von Athen.

## Ehrungen und Nobilitierung
1869 wurde ihm das Ritterkreuz 1. Klasse des Ordens der Württembergischen Krone verliehen, welches mit dem persönlichen Adelstitel (Nobilitierung) verbunden war. 1874 erhielt er das Kommenturkreuz 2. Klasse des Friedrichs-Ordens.